# Siccia microsticta
Siccia microsticta là một loài bướm đêm thuộc phân họ Arctiinae, họ Erebidae.